# Javier Rojo Gómez, Tulum
Javier Rojo Gómez är en ort i Mexiko.   Den ligger i kommunen Tulum och delstaten Quintana Roo, i den östra delen av landet, 1 200 km öster om huvudstaden Mexico City. Javier Rojo Gómez ligger 3 meter över havet och antalet invånare är 469.
Terrängen runt Javier Rojo Gómez är mycket platt. Havet är nära Javier Rojo Gómez åt sydost.  Javier Rojo Gómez är det största samhället i trakten. 